# Andrus Point
Der Andrus Point ist eine markante, felsige und fingerförmige Landspitze an der Borchgrevink-Küste des ostantarktischen Viktorialands. Er ragt in die Lady Newnes Bay in Richtung der aufschwimmenden Gletscherzunge des Parker-Gletschers.
Der United States Geological Survey kartierte ihn anhand eigener Vermessungen und mithilfe von Luftaufnahmen der United States Navy zwischen 1960 und 1964. Das Advisory Committee on Antarctic Names benannte ihn nach Commander Harold
Rex Andrus (* 1924), Logistikoffizier im Kommandostab der Unterstützungseinheiten der United States Navy in Antarktika von 1962 bis 1966.